# Peter Schärer
Peter Schärer (1943) es un deportista suizo que compitió en bobsleigh en las modalidades doble y cuádruple.
Ganó cuatro medallas en el Campeonato Mundial de Bobsleigh entre los años 1970 y 1975, y cinco medallas en el Campeonato Europeo de Bobsleigh entre los años 1971 y 1980.

## Palmarés internacional
| Campeonato Mundial | Campeonato Mundial           | Campeonato Mundial | Campeonato Mundial |
| Año                | Lugar                        | Medalla            | Prueba             |
| ------------------ | ---------------------------- | ------------------ | ------------------ |
| 1970               | Sankt Moritz (Suiza)         | Medalla de bronce  | Cuádruple          |
| 1971               | Cervinia (Italia)            | Medalla de oro     | Cuádruple          |
| 1973               | Lake Placid (Estados Unidos) | Medalla de oro     | Cuádruple          |
| 1975               | Cervinia (Italia)            | Medalla de oro     | Cuádruple          |
| Campeonato Europeo |                              |                    |                    |
| Año                | Lugar                        | Medalla            | Prueba             |
| 1971               | Königssee (RFA)              | Medalla de plata   | Doble              |
| 1973               | Cervinia (Italia)            | Medalla de bronce  | Cuádruple          |
| 1976               | Sankt Moritz (Suiza)         | Medalla de oro     | Doble              |
| 1976               | Sankt Moritz (Suiza)         | Medalla de bronce  | Cuádruple          |
| 1980               | Sankt Moritz (Suiza)         | Medalla de plata   | Cuádruple          |